# U.S. Ordnance
U.S. Ordnance–Defense Systems and Manufacturing, muitas vezes referida como USORD, é uma fabricante de armas de fogo localizada em McCarran, Nevada, 20 minutos de Reno, Nevada. Desde 1997, a corporação de Nevada projetou, desenvolveu e fabricou armas militares de pequeno porte, metralhadoras e peças de reposição.
U.S. Ordnance é especializada na produção de novas, versões mais avançadas, comprovado em combate como o Mk43/M60E4 e M2, fabricados e testados de acordo com as especificações técnicas e instruções militares dos EUA. Somente a U.S. Ordnance fabrica a metralhadora Mk43.
Os principais sistemas de armas da empresa são o M2HB, M2A2 (QCB), o Mk43/M60E4, a melhorada M60D e o M16/M4/M203, todas são sancionadas pela OTAN. U.S. Ordnance vende esses produtos a agências governamentais dos Estados Unidos, incluindo de aplicação da lei e os militares, e às lideranças e forças militares estrangeiras aprovadas federalmente. Também facilita o treinamento de seus produtos.
Metralhadoras M2 e M60 estão em serviço em mais de 46 países.[carece de fontes?]

## Capacidades
A nova fábrica da U.S. Ordnance é uma instalação de 68.000 pés quadrados (6.300 m2) onde ocorre pesquisa, desenvolvimento, fabricação e testes de produtos. Um representante do governo dos EUA está no local para testemunhar e verificar procedimentos específicos na produção e teste das armas e garantir que todos os padrões exigidos sejam atendidos.

## Desenvolvimento
Todos os produtos que ao U.S. Ordnance desenvolve são por especificações da OTAN.
A empresa garante que todas as suas melhorias na Mk43 e M2 são compatíveis com versões anteriores e que suas peças sobressalentes e componentes M2 se trocam com os da Maremont Corp e da Saco Defense.
O pessoal de pesquisa e desenvolvimento da U.S. Ordnance colocou os sistemas de armas da empresa por meio de testes de queda e testes ambientais como lama, gelo, calor e imersão em água para garantir que eles continuarão a executar mesmo em ambientes mais severos.

## Manufaturação
A U.S. Ordnance tem centros de usinagem CNC e máquinas de parafuso, que são usados para máquinas as várias partes que compõem cada arma. Outras máquinas incluem produção de cano de alta capacidade e equipamento de chapeamento padrão da Mil.
A empresa também usa uma máquina de inspeção de partículas magnéticas para detectar irregularidades superficiais e subsuperficiais no metal de suas armas.
Em fevereiro de 2006, grande parte da ferramenta de produção M60 (propriedade do Exército dos EUA) foi transferida da General Dynamics da Saco para a U.S. Ordnance.

## Controle e armazenamento de inventário
O processo de controle e armazenamento de inventário da U.S. Ordnance ISO 9001: 2008 garante que somente componentes e materiais aprovados sejam usados em seus sistemas de armas.

## Tratamentos de superfície
Os componentes acabados são fosfatados em casa usando um processo Mil-Spec certificado pelo governo dos EUA. Envolve a aplicação do manganês, que protege as superfícies de aço da corrosão.

## Processamento criogênico
O U.S. Ordnance também coloca suas armas em um tratamento frio. Abreviado, chamado cryo, o processo envolve refrigerar o aço a aproximadamente menos 300 graus Fahrenheit, que aumenta o teor de Martensita na sua estrutura cristalina.. Isso finalmente endurece e fortalece o metal.
U.S. Ordnance usa cryo para aliviar tensões em ferramentas e materiais de armas, para aumentar a vida útil das armas e ajudar a resistir ao desgaste.

## Assembleia final
Os trabalhadores da U.S. Ordnance montam e completam 100% dos sistemas de armas da empresa em casa. Todas as embalagens da U.S. Ordnance estão em conformidade com os requisitos militares de preservação, embalagem e marcação do padrão Mil atual. UID e RFID marcações são feitas conforme necessário.

## Tiro/teste
Cada arma passa por testes de alta pressão e inspeção de partículas magnéticas. A empresa tem um campo de tiro no local, onde o pessoal prova-fogo cada arma para a funcionalidade e precisão.

## Controle de qualidade/garantia
A equipe de garantia de qualidade verifica todos os materiais e peças. Eles inspecionam as certificações de materiais, tratamento térmico e relatórios de testes, e também realizar testes dimensionais em todas as peças para garantir que eles cumpram com os desenhos técnicos.
Cada arma tem um número de série único, o que significa que todas as matérias-primas que entraram em fazer cada um pode ser rastreada até suas origens.

## Embalagem
Uma vez que um sistema de arma é concluído, testado e recebe a aprovação final de Garantia de Qualidade, é embalado, rotulado e marcado de acordo com o padrão Mil atual.

## Contratos do governo
Alguns dos contratos do governo que a U.S. Ordnance tem cumprido incluem o seguinte:
- Sob contrato, a U.S. Ordnance forneceu 15 metralhadoras M60E3 juntamente com 15 canos sobressalentes para as Filipinas em junho de 2005 como uma venda FMS.[4]
- U.S. Ordnance cumpriu uma ordem de compra do Exército dos EUA em setembro de 2007 para 173 metralhadoras M60D aprimoradas juntamente com peças sobressalentes fornecidas como auxílios às Filipinas, foram entregues em 2008.[6]
- Entre novembro de 2004 e maio de 2009, US Ordnance cumpriu as seguintes ordens para aliados estrangeiros: 3.196 metralhadoras M60E4/MK 43, 2.337 canos de reposição, 341 kits de conversão e 367 kits de acessórios.[7]
- Em setembro de 2008, a U.S. Ordnance recebeu um contrato do Exército dos EUA para M2HB (859) metralhadoras M2HB, 859) de reposição de barris e (859) kits de acessórios básicos. Cumprido este contrato FMS , cujo usuário final era o Exército Nacional Afegão.[8]
- Em abril de 2009, U.S. Ordnance recebeu um contrato de 5 anos, de quantidade indefinida, do Exército dos EUA para metralhadoras M60E4/Mk43 para apoiar as vendas militares estrangeiras. As três primeiras encomendas no âmbito deste contrato totalizaram 2.217 M60E4,1853 de reserva de barris longos e 309 kits de conversão, além de peças e acessórios.[7]
- Em 9 de junho de 2010, a TACOM-RI contratou (50) cada M60D Enhanced Machine Guns.[9]
- O número do contrato é W52H0909D0135 e os clientes do FMS podem agora encomendar a partir deste contrato até 2014.[6]
- Em julho de 2009, U.S. Ordnance recebeu um contrato único de 20% para a contratação de pequenas empresas com contrato de duração indeterminada/quantidade indefinida (IDIQ) com quatro períodos de pedidos, nos termos da qual as encomendas serão feitas para o M2 0,50 O número do contrato é W52H0909D0249 e a ordem de entrega 0001 obriga a quantia mínima garantida de uma única vez, 20% de pequena empresa reservada à retirada de terras (548) M2 metralhadoras. A grande quantidade de pedidos máxima total durante os quatro períodos de ordenação contra todos os contratos adjudicados é de 40.000 cada. Data de expiração do contrato é 31 de agosto de 2012.[8]
- Em agosto de 2009, U.S. Ordnance recebeu um contrato de 4 anos, de quantidade indefinida, do Exército dos EUA para M2HB, M2A2 (QCB) e metralhadoras M48 para apoiar as vendas militares estrangeiras. Houve quatro ordens de entrega sob este contrato que totalizam (475) M2HBs, (475) cilindros de reposição e (475) acessórios básicos, (252) M2A2 canos de troca rápida, (80) M48 sistemas de arma, mais peças e treinamento de OCONUS. Os usuários finais foram o Exército Colombiano, a Marinha Colombiana e a Polícia Nacional do Iraque. O número do contrato é W52H0909D0270, e os clientes do FMS podem agora encomendar a partir deste contrato até agosto de 2012.[10]

## Armas

### Metralhadoras pesadas
- M2HB : .50 Cal, (12.7mm OTAN) US Ordnance está sob um contrato de vários anos para fornecer metralhadoras M2HB para as Forças Armadas dos EUA.
- M2A2 (QCB): .50 Cal, (12.7mm OTAN) O M2A2 da US Ordnance oferece o desempenho comprovado da metralhadora M2HB existente, mas também apresenta espaço livre fixo e cronometragem.
- M48: A U.S. Ordnance M48 Fixa (Tipo Torre) é uma armação alimentada por correia, operada por retrocesso, refrigerada a ar, servida pela tripulação. U.S. Ordnance está sob um contrato de vários anos para fornecer metralhadoras M48 para os militares dos EUA.
- M2A2 Kit de conversão: Este kit converte armas M2HB em sistemas de Ordnance M2A2 (QCB). Pode ser feito por um armeiro no local do cliente em menos de 30 minutos por arma, sem ferramentas complexas ou máquinas.
- M3 Tripé.

### Metralhadoras médias
- M60D Enhanced: (7.62 NATO) O M60D Enhanced é uma versão montada do padrão M60E4/Mk43. Pode ser montado em barcos e veículos, ou como uma pistola montada em helicópteros.
- Mk43 Mod 0: (7.62mm NATO) A metralhadora de uso geral Mk43 (GPMG) apresenta as últimas melhorias para as metralhadoras da série M60.
- Kit de Conversão Mk43: O Kit de Conversão M60E4/Mk43 da US Ordnance atualiza qualquer receptor M60 que possa ser consertado para a configuração M60E4/Mk43. Atualizações podem ser realizadas pela US Ordnance ou na instalação do cliente após o treinamento do pessoal da US Ordnance.